# Вступ до культурології античності
«Вступ до культурології античності» - навчальний посібник старшого викладача кафедри культурології Національного університету «Києво-Могилянська академія» Бориса Чумаченка, фахівця з античної культурології, зокрема Стародавньої Греції. Навчальний посібник адресовано студентам бакалаврату, які обирають студії античності та курси історико-культурного циклу, а саме студенти НаУКМА, ЛНУ ім. І. Франка, Чернігівського колегіуму  та Прикарпатського національного університету ім. В Стефаника

## Огляд
У посібнику студент гуманітарного факультету може знайти весь необхідний матеріал про класичну культуру греко-римського світу як системи, її топіку та морфологію. Автор підручника розглядає основні риси античного типу культури, про спосіб життя греків та римлян, їхню ментальність, а також детально описує явище античної громадянської спільноти (поліс, агон, порівняння грецького розвитку з римським та інші). Навчальний посібник дає змогу студентам познайомитися з лексикою античної культури, сучасним категоріальним апаратом антикознавства та змінами культурних моделей Греції та Риму останнього часу.

## Зміст
Посібник ділиться на 2 частини, перша – про Стародавню Грецію, друга – про Стародавній Рим. 

Перша частина частина містить 6 розділів:
Розділ I. Давньогрецька культура як полісна. Соціокультурний феномен поліса. Полісна ментальність античної людини.
Розділ II. Греки і варвари. Етнокультурна свідомість греків.
Розділ III. Грек як bomo ludens. Культурний феномен еллінської агоністики.
Розділ IV. Грецький світ як чоловіча культура.
Розділ V. Homo aesteticus. Естетичні принципи грецького світогляду і мистецтва.
Розділ VI. Політеїстична ментальність: грецька релігійна культура.
Друга частина містить 3 розділи:
Розділ I. Культурний образ Риму в європейській історичній уяві та філософсько-історичній рефлексії.
Розділ II. Десталінізація антикознавства в пізньорадянський період (1953-1991 рр.) і перехід від історії Риму до історії давньоримської культури. Створення культурологічного дискурсу сучасної романістики.
Розділ III. Головні періоди культурної історії Риму, їх зміст, характер і значення.
Окрім двох зазначених вище частин, посібник містить додаток та літературу до курсу, що необхідні для навчального процесу.